# وانلوجق
وانلوجق هي قرية في مقاطعة مرند، إيران. عدد سكان هذه القرية هو 1,129 في سنة 2006.